# 野球組織一覧
野球組織一覧（やきゅうそしきいちらん）は、野球の主要な組織の一覧である。

## 世界各国の野球組織
- 国際野球連盟（IBAF） - 世界各国の野球協会が加盟している国際組織。130か国・地域が加盟。

### アジア
- WBSCアジア - アジア各国の野球協会が加盟している国際組織。24か国・地域が加盟。

#### 日本
- 全日本野球協会 - 日本におけるアマチュア野球の代表組織。日本オリンピック委員会と国際野球連盟に加盟し、対外的に日本の野球界を代表している。
  - 日本野球連盟（JABA） - 日本の社会人野球を統括する公益財団法人。
  - 日本学生野球協会 - 日本の大学野球と高校野球を統括する公益財団法人。
    - 全日本大学野球連盟 - 日本の大学野球を統括する公益財団法人。
    - 日本高等学校野球連盟（高野連）- 日本の高校野球を統括する公益財団法人。
- 日本野球機構（NPB） - 日本のプロ野球を統括する社団法人。
- 日本独立リーグ野球機構 - 日本の複数のプロ野球独立リーグが加盟する社団法人。
- 全日本軟式野球連盟- 日本の軟式野球を統括する公益財団法人。
- 全日本女子野球連盟 - 日本の女子野球に関する社団法人。

#### 日本以外
- 大韓野球ソフトボール協会（大韓民国）- アマチュア野球を統括する組織。
- 韓国野球委員会（KBO）（大韓民国）- プロ野球を統括する組織。
- 中華民国野球協会（台湾）- アマチュア野球を統括する組織。
- 中華職業棒球連盟（CPBL）（台湾）- プロ野球を統括する組織。
- 中国棒球協会（中華人民共和国）

### アフリカ
- WBSCアフリカ - アフリカ各国の野球協会が加盟している国際組織。24か国が加盟。

### アメリカ大陸
- WBSC南北アメリカ - アメリカ大陸各国の野球協会が加盟している国際組織。29か国・地域が加盟。

#### 北米
- アメリカ野球学会（アメリカ合衆国）
- カナダ野球連盟（カナダ）
- メジャーリーグベースボール機構

#### 中米・カリブ
- メキシコ野球連盟
- キューバ野球連盟

#### 南米
- アルゼンチン野球連盟
- アルバアマチュア野球協会
- チリ野球連盟
- ブラジル野球ソフトボール連盟
- ボリビア野球ソフトボール連盟

### オセアニア
- WBSCオセアニア - オセアニア各国の野球協会が加盟している国際組織。14か国・地域が加盟。

### ヨーロッパ
- WBSCヨーロッパ - ヨーロッパ各国の野球協会が加盟している国際組織。39か国が加盟。
  - 英国野球連盟
  - イスラエル野球協会
  - イタリア野球ソフトボール連盟
  - フランス野球ソフトボール連盟
  - オランダ王立野球ソフトボール連盟
  - ドイツ野球ソフトボール連盟
  - オーストリア野球ソフトボール連盟
  - チェコ野球協会
  - スペイン王立野球ソフトボール連盟